# Magos y Gigantes
Magos y Gigantes es una película de animación mexicana de fantasía, comedia y aventura infantil de 2003 dirigida por Andrés Couturier y Eduardo Sprowls, y fue producida por Ánima Estudios y distribuida por 20th Century Fox. Fue el primer largometraje de Ánima Estudios, así como la primera película animada mexicana realizada en México desde el estreno de Las aventuras de Oliver Twist (1987) y Katy, Kiki y Koko (1988). Además, es el primer filme de animación por computadora en 2D realizado en ese país.
El guion fue escrito por Francisco Hirata, con base en un argumento e historia de Adolfo Martínez Vara, José Carlos García de Letona e Hirata, y su producción corrió por cuenta de Fernando de Fuentes, Guillermo Cañedo y Fernando Pérez Gavilán. Está protagonizada por Xóchitl Ugarte, Rossy Aguirre y Trujo como las voces de Gigante, Ada y Trafalgar, respectivamente. Por otro lado, el antagonista principal, Titán Caradura, es interpretado por el actor y comediante Arath de la Torre. También se destaca la participación de los actores Gaby Ugarte, Francisco Colmenero, Moisés Iván Mora y Miguel Couturier. Xavier Asali se encargó de componer la banda sonora.
La película, situada en un pueblo mágico habitado por variopintos seres y creaturas que forma parte de un reino medieval, sigue la historia de Gigante (Xóchitl Ugarte), Ada (Aguirre) y Trafalgar (Trujo), tres niños inadaptados que se unen para rescatar a la Princesa Luna (Gaby Ugarte), hija de quienes son los gobernantes del reino; al mismo tiempo, deben recuperar un poderoso pergamino mágico y derrotar a Titán Caradura (De la Torre), un joven brujo que quiere robar la magia de los habitantes del pueblo para volverse poderoso y así hacerse con el dominio del reino.
Su producción inició en octubre de 2002, y duró aproximadamente entre 13 y 14 meses. Contó con un presupuesto aproximado de 12 millones de pesos mexicanos (equivalentes a novecientos mil dólares estadounidenses), y un equipo de producción de alrededor de 35 personas por parte de Ánima Estudios y 70 provenientes de compañías externas.
Magos y Gigantes se estrenó en México el 19 de noviembre de 2003, y recaudó un total de 8.3 millones de pesos en taquilla. Logró posicionarse en los primeros lugares de la taquilla a nivel nacional; sin embargo, finalmente y por diversos motivos se convirtió en una bomba de taquilla al conseguir una baja recaudación. Recibió críticas mixtas tanto por parte de críticos profesionales como del mismo público, aunque una buena parte de estas fueron negativas, principalmente, con relación a la calidad de su historia y animación, llegando a ser catalogada como «una película aburrida» y recibiendo críticas severas en cuanto a la calidad de su animación hecha con procesos digitales. Por otro lado, la película tuvo un recibimiento positivo en festivales de cine, entre ellos el 3.er Festival Internacional de Cine para la Infancia y la Juventud de Argentina, en donde recibió el Barrilete de Plata a Mejor Film de Animación en 2004, y el 3.er Festival de Cine Infantil de la Cineteca Nacional de México, en donde recibió el Premio del Público ese mismo año. También obtuvo una respuesta positiva por parte del público de otros países de América Latina como República Dominicana y Puerto Rico, y a finales de la década del 2000, se lanzó mundialmente en formatos caseros y televisión por PorchLight Entertainment.
Varios historiadores y estudiosos del tema de la animación en México concuerdan con que la película jugó un papel importante tanto en la reactivación de la industria cinematográfica de animación como de la industria de animación del país en general, ya que hasta ese momento, la animación nacional sobrevivía principalmente gracias a la publicidad, la maquila para producciones extranjeras, y la producción de cortometrajes dirigidos por cineastas independientes. Por otro lado, algunos consideran que en México no se contaba con una industria sólida en el cine de animación, pues hasta ese momento solo se habían producido un total de seis largometrajes animados en la historia del país. Tras su lanzamiento, poco a poco surgieron más proyectos de animación a nivel nacional tanto para cine como para otros medios como televisión e Internet, y se concibieron apoyos para este tipo de producciones, tanto por parte del sector público como del sector privado.
Para su promoción se lanzó el álbum La magia está dentro de ti, el cual incluye tres canciones originales para la cinta interpretadas por los artistas musicales Ha*Ash, Óscar Schwebel y Kabah.
La película está dedicada a la memoria de Fernando de Fuentes Reyes, padre del coproductor de la cinta, Fernando de Fuentes Sáinz, y quien falleció el 25 de octubre de 1991 en EE. UU. en la ciudad de Houston, Texas a causa de una afección cardíaca.
Es considerado el primer largometraje de animación digital realizado en México, el primer filme de animación digital hecho en América Latina, y el primer filme de animación mexicano producido y publicado en más de 30 años. Es además, el quinto largometraje de animación realizado completamente en dicho país, el cuarto en estrenarse en cines, y el sexto filme de animación mexicano en general.
El 31 de diciembre de 2012, se estrenó en Australia una serie animada de televisión basada en la película, titulada Teenage Fairytale Dropouts (posteriormente renombrada como Awesome Magical Tales), la cual es una adaptación libre de la historia original con cambios notorios en los personajes principales y en su público objetivo.

## Argumento
En el pueblo mágico de Varita Quebrada, viven Gigante (el hijo de unos gigantes que a diferencia de estos no creció), Ada (una hada de la cual sus alas no crecieron) y Trafalgar (un joven mago que tiene problemas con los hechizos pero es un maestro del disfraz).
Un día, durante un torneo de magia, llega al pueblo la Princesa Luna (hija de los gobernantes del reino mágico) y del cual uno de los concursantes llamado Titán Caradura (Arath de la Torre) rompe las reglas de herir a su contrincante, por lo que es descalificado, pero jura vengarse de todos los ahí presentes. 
A todo esto, Trafalgar consternado porque su ídolo fue expulsado y molesto porque Ada se burla de él a raíz de dicho suceso, decide tener su propio torneo de magia usando como sujeto de prueba a la princesa, sin embargo, los hechizos se salen de control y Ada la termina desapareciendo por accidente, por lo que ahora ella y Gigante deberán recorrer distintos lugares del pueblo en su búsqueda, entre ellos, una Caja de Objetos Perdidos a donde llegan las cosas extraviadas. 
Mientras tanto, Titán Caradura está buscando la manera de vengarse, aunque se afirma a sí mismo que no le interesó en lo más mínimo ganar el torneo, pues sus verdaderas intenciones eran conseguir el pergamino del hechizo deseado (el cual es un pergamino que muestra el hechizo que el portador quiere llevar a cabo), para así anular la magia de todos los habitantes del pueblo y volverse así el único ser más poderoso de todos, por lo que entonces, nuestros protagonistas también tendrán que hacerle frente para así frustrar sus planes y evitar que lleve a cabo su cometido, además de ir al rescate de la Princesa Luna, quien es secuestrada por Caradura como parte de su maléfico plan.

## Reparto principal
- Xóchitl Ugarte como Gigante: Un joven gigante que no creció para serlo, y que porta una resortera con proyectiles mágicos conocidos como los Mococos.
- Rossy Aguirre como Ada: Una neurótica hada que no puede volar, y quien es mejor amiga de Gigante.
- Rubén Trujillo como Trafalgar: Un aprendiz de magia con acento francés que sueña con convertirse en un poderoso mago como su ídolo, Titán Caradura. Es torpe y realiza hechizos de forma incorrecta.
- Gaby Ugarte como Princesa Luna: Es la hija de los gobernantes del Reino Mágico, y de quien Gigante está perdidamente enamorado. Durante su visita a Varita Quebrada es secuestrada por Titán Caradura como parte de sus planes para apoderarse de toda la magia de los habitantes de Varita Quebrada.
- Arath de la Torre como Titán Caradura: Un joven hechicero, quien después de ser expulsado del torneo de magia Zacarrácatelas por romper las reglas de no herir a su contrincante, busca robar la magia de los habitantes de Varita Quebrada para volverse poderoso e invencible.
- Moisés Iván Mora como Cochinito: Un cerdo.
- Francisco Colmenero como Mago Enigma: Un mago de avanzada edad, amigo de Gigante y Ada.
- Jorge Luis Sánchez como Alcalde Centenario: Un hombre de avanzada edad que funge como la máxima autoridad de Varita Quebrada.
- Ángeles Bravo como La Bruja Oveja: Una oveja que es líder de una tribu de ovejas.
- Sebastián Llapur como Leoarchibaldo.
- Genaro Vásquez como Panda Jefe.

## Producción

### Antecedentes y origen de Ánima Estudios (c. 2000–2002)
A principios de los años 2000, el licenciado en ingeniería industrial egresado de la Universidad Iberoamericana, Fernando de Fuentes Sáinz, trabajaba como director de administración y finanzas para una empresa de asesoría financiera con sede en la Ciudad de México, la cual era propiedad de los empresarios Guillermo Cañedo White y José Antonio Cañedo White. Los hermanos, a través de esta, lanzaron un portal web multimedia llamado Alo.com, el cual contaba con una amplia variedad de canales temáticos, siendo algunos de estos sobre clases de cocina, noticias y producciones audiovisuales originales. Uno de los más populares era Tirabala, un canal de animaciones flash de comedia y humor irreverente, el cual resultó ser el canal del sitio con mayor tráfico de visitas. Sin embargo, el portal cerró a causa de problemas económicos, que se agravaron tras la crisis financiera provocada por el estallido de la Burbuja puntocom, que trajo consigo el cierre de muchas empresas de Internet en el mundo. A raíz del cierre de Alo.com, surgieron diferentes proyectos como la revista de socialite y periodismo del corazón Quién.
Luego de que la compañía cerrara, De Fuentes decidió retomar el proyecto de Tirabala y transformarlo en un estudio de animación, pues se había invertido mucho dinero en servidores, equipos de cómputo y programas informáticos para poder hacer animación sofisticada, por lo que decidió adquirirlos e invitar a sus antiguos superiores a participar como socios fundadores de su nueva empresa, a la que llamaría Ánima Estudios. A estos se sumaron Juan Fernando Pérez Gavilán, Federico Unda y José Carlos García de Letona igualmente como socios fundadores. Unda se convertiría en vicepresidente de producción del estudio, mientras que García de Letona, quien fue director de producción de Alo.com, finalmente se convirtió en vicepresidente de la compañía al lado de De Fuentes, quien además retuvo a una parte del grupo de animadores, artistas y creativos que trabajaron en el canal Tirabala de Alo.com para formar el equipo de Ánima Estudios. De Fuentes absorbió la renta de las instalaciones de Alo.com, ubicadas en Bosques de las Lomas, para albergar en ellas al estudio de forma temporal. 
En una clase magistral impartida por Fernando de Fuentes y José Carlos García de Letona, el primero confesó que existen distintas versiones sobre el origen del proyecto. Originalmente, la idea de Magos y Gigantes surgió como una serie animada de televisión que se titularía Ada y Gigante, un proyecto didáctico para niños en edad preescolar, donde los personajes homónimos tendrían como fin el enseñarles a hacer cosas básicas como abrocharse las agujetas de los zapatos y lavarse los dientes. El concepto fue desarrollado con personajes que habían sido creados para uno de los experimentos creativos desarrollados por el equipo original de Alo.com, e inicialmente, el equipo pretendía vender el proyecto a una cadena de televisión, teniendo como principales opciones a Televisa y TV Azteca, para lo cual, realizaron un episodio piloto, mismo que De Fuentes le mostró a José Juan Hernández y Eduardo Echeverría, quienes lideraban en conjunto las filiales de 20th Century Fox en México y la región de América Latina. Ambos propusieron la idea de transformar la propuesta de la serie en un largometraje, lo que motivó al equipo a hacer «más grande el proyecto», sin embargo, esto obligó al grupo de inversionistas a buscar más dinero con el fin de reunir el financiamiento necesario para poner el proyecto en marcha, lo que según De Fuentes «les llevó a una gran odisea». En otra versión de la historia, De Fuentes cuenta que uno de los miembros del personal del estudio le entregó un guion a De Fuentes, García de Letona y otro de los socios principales, quienes fueron a presentarlo a diferentes compañías con el fin de probar suerte y ver si existía interés en que se realizara, generando una reacción positiva por parte del equipo de 20th Century Fox. Por esa época, Fox empezó a involucrarse en la coproducción y distribución de películas realizadas por productores latinoamericanos independientes, algunas de estas originarias de México como Sexo, pudor y lágrimas (1999), Inspiración (2001), Vivir mata (2002) y La hija del caníbal (2003).
Desde el estreno de las películas Las aventuras de Oliver Twist —filme con salida únicamente para vídeo doméstico— y Katy, Kiki y Koko —secuela de la coproducción con España de 1984, Katy— entre los años 1987 y 1988, respectivamente, y durante un largo periodo de aproximadamente diecisiete o dieciocho años, en México no se produjo ningún largometraje de animación. Durante ese tiempo, varios animadores encontraron un medio de subsistencia en otras ramas de la industria en las que la producción seguía activa, siendo las principales: la realización de comerciales y trabajos para publicidad, servicios de animación o maquila para producciones extranjeras, y la producción de cortometrajes dirigidos por realizadores independientes; en este último sector, se consolidaron varios directores y cortometrajistas, especialmente los cineastas Carlos Carrera y René Castillo, quienes ganaron reconocimiento internacional por sus cortos, El héroe (1994) y Hasta los huesos (2002), respectivamente.

### Desarrollo
Por otro lado, cuando se anunció el cierre de Alo.com, Andrés Couturier, egresado en el año 2000 de la carrera de diseño gráfico por la UAM Xochimilco y quien por esa época trabajaba como artista gráfico para Alo.com, fue con Fernando de Fuentes y José Carlos García de Letona para solicitarles una carta de recomendación con la finalidad de buscar trabajo en otra empresa, en su lugar, ellos le hicieron la propuesta de incorporarse al estudio en ciernes y ser el director de un largometraje de animación. Couturier declinó inicialmente, principalmente porque consideraba que De Fuentes y De Letona no dimensionaban el elevado riesgo financiero que significaría realizar un proyecto de tal magnitud y las consecuencias económicas a las que se enfrentarían si éste no llegaba a buen puerto. Además de esto, Couturier consideraba que no contaba con la experiencia necesaria ni la preparación suficiente como para liderar un proyecto de tal envergadura, por lo que les sugirió a De Fuentes y De Letona que mejor buscaran a un director reconocido en el gremio como René Castillo y Carlos Carrera. Couturier rechazó la propuesta de dirigir la película nueve veces. Tras reflexionar sobre la oportunidad que los inversionistas le ofrecían de dedicarse de lleno a hacer un proyecto de animación, llegó a la conclusión de que debía arriesgarse al ser algo que quiso hacer durante toda su vida, y decidió aceptar el cargo con muchas reservas, pues aún se mantuvo pesimista al creer que el proyecto se trataría del único intento de hacer un largometraje animado en México que se haría durante décadas. Couturier se propuso hacer su mejor esfuerzo posible, mentalizándose que él no se haría responsable por el fracaso de la cinta y que, en cualidad de director, percibiría ganancias estables en lo que los productores e inversionistas comprendían que el proyecto resultaría inviable. Para contar con cierta preparación, decidió tomar una clase magistral de dirección cinematográfica impartida por diferentes cineastas mexicanos como Alan Coton, Felipe Cazals, Óscar Blancarte, Marcela Fernández Violante, Luis Estrada y Joaquín Bissner, entre otros.
Tal era el nivel de escepticismo y de inseguridades por parte de Couturier, que De Fuentes y De Letona decidieron incorporar a Eduardo Sprowls Cárdenas como codirector del filme. Sprowls, era licenciado en ciencias de la comunicación y literatura latinoamericana, y había estudiado las carreras de cinematografía y animación 2D y CGI en Vancouver, Canadá. A su regreso a México, trabajó en varias compañías productoras audiovisuales, realizando comerciales y videoclips, y laborando en los departamentos de posproducción. De esta manera, Couturier y Sprowls trabajarían con base en un guion escrito por Francisco Hirata, a su vez basado en un argumento e historia original de Adolfo Martínez Vara, José Carlos García de Letona e Hirata.

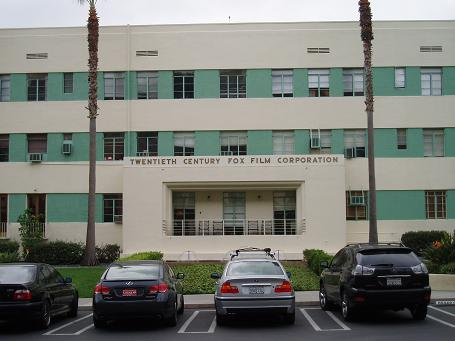
La Twentieth Century Fox firmó un contrato de distribución con Ánima Estudios por dos o tres películas a partir de Magos y Gigantes, sin embargo, posteriormente este no recibió continuidad. En su lugar, ambas películas futuras, Imaginum (2005) y El Agente 00-P2 (2009), fueron lanzadas en cines por Videocine Distribución, filial de Grupo Televisa que posteriormente se convirtió en un importante socio de negocios de Ánima.

Más adelante, el equipo de Ánima Estudios realizó un piloto de 10 minutos que presentaron a algunas compañías distribuidoras como 20th Century Fox y Buena Vista International, los inversionistas consiguieron agendar cita con dichas compañías gracias a que ya poseían contactos en estas por herencia de sus padres. Interesadas en el proyecto, decidieron encomendarle a los socios la realización de un segundo avance de diez minutos, con el fin de tener una muestra «más sólida» del proyecto. Al obtener nuevamente resultados positivos, continuaron trabajando y presentando más minutos de animación en plazos de una o dos semanas. Según De Fuentes, el estudio buscaba pactar el acuerdo de distribución especialmente con una de las compañías internacionales porque no querían que la recuperación de la inversión proviniese únicamente del estreno del filme en cines mexicanos, pues se quería que ésta se completara con la distribución del filme para otros medios como la exhibición de éste por televisión y su venta a vídeo, así como su exportación a otros países, principalmente porque «desde que concibieron Magos... ya se habían fijado la meta de que no sería la primera película que lanzarían para después dejar pasar años antes de volver a estrenar otra». Finalmente, y tras haber analizado las ofertas propuestas por Disney (Buena Vista), Videocine Distribución y Warner Bros. Pictures, la productora decidió optar por 20th Century Fox al ser la compañía que le propuso el mejor contrato de distribución. Los ejecutivos de Fox le sugirieron a De Fuentes realizar un piloto más de 25 minutos para visualizar de manera más directa las cuestiones sobre la distribución, por lo que el estudio decidió trabajar en conjunto con la compañía a partir del guion. En entrevista con Emprendedor.com, De Fuentes reconoció que en ese punto, el equipo se dio cuenta de la magnitud de proyecto en el que se hallaban involucrados: «Fue ahí cuando entendimos por qué nadie había hecho cine en animación 100% digital en el país y nos dimos cuenta de que realmente no sabíamos en lo que nos metíamos, porque una cosa era hacer cápsulas de un minuto y otra muy distinta hacer un largometraje».
Durante cinco meses seguidos, el estudio estuvo inmerso en jornadas de trabajo intensivas de muchas horas, pues «los creativos se comprometieron a tal grado con el proyecto que [incluso] hubo días en [los] que no durmieron». Durante ese tiempo, la empresa comenzó a recibir apoyo por parte de compañías de tecnología como la multinacional Hewlett-Packard, quienes le ofrecieron sin costo alguno prestaciones de equipos de cómputo, orientación en aspectos técnicos y soporte para resolver problemas relacionados con los equipos y la pérdida de información. Como resultado, se consiguieron 45 minutos de película, con los cuales, luego de ser presentados a Fox, quedó asegurado el acuerdo de distribución con la compañía, por lo que se siguió adelante con la producción. El contrato pactado con Fox únicamente contemplaba la distribución del filme en México y países de América Latina (Centroamérica, la región del Caribe y Sudamérica), por lo que, en su momento, ni Fox ni ninguna otra distribuidora adquirió los derechos de distribución para un lanzamiento teatral en Estados Unidos.
Para reunir el financiamiento, los socios decidieron involucrar a amigos y familiares, siendo capital de riesgo en su totalidad, ya que no se contó con el apoyo de fideicomisos y estímulos gubernamentales como los ofrecidos por el Instituto Mexicano de Cinematografía. Una vez que se contó con el capital base, este mismo no sólo se utilizó para levantar el proyecto, sino que también fue pieza clave para constituir formalmente Ánima Estudios el 13 de septiembre de 2002, con la inauguración de sus instalaciones definitivas el 17 de septiembre en la colonia Lomas de Chapultepec. De Fuentes se estableció a sí mismo como presidente, director y socio principal desde un principio. El plan inicial del estudio era el de producir tres películas, para las cuales contaban con un capital de 3 millones de dólares, por lo que destinarían un millón a cada proyecto. El objetivo era que el siguiente proyecto rescatara al anterior, con el fin de mitigar el riesgo de cada uno y lograr una rentabilidad, por lo que una vez que la película se encontrara en las etapas finales, inmediatamente iniciarían la producción de la siguiente. Además del contrato de distribución para Magos y Gigantes, Fox y Ánima habían pactado un acuerdo de distribución por dos películas, con el cual tenían previsto lanzar un segundo filme para mediados de 2004, en el que más tarde se incluyó una tercera cinta como parte del plan de producción inicial del estudio. Posteriormente, este acuerdo no llegó a materializarse por razones desconocidas y, al final, la distribución de ambas películas sucesoras cayó en manos de la compañía Videocine Distribución, propiedad del conglomerado de medios de comunicación, Grupo Televisa.
De esta manera, la producción de Magos y Gigantes comenzó en octubre de 2002, e inicialmente, se tenía prevista su conclusión en un plazo de entre nueve y once meses, esto incluyendo la escritura del guion; dicho intervalo, establecido por la Fox, no podía ser extendido, por lo que el equipo tendría que trabajar a marchas forzadas para cumplir con este cabalmente.
En entrevista con José Antonio Fernández para la revista especializada en producción audiovisual Telemundo, Fernando de Fuentes describió el proceso de producción de la película como una "odisea completa", pues dice que «nadie les enseñó cómo hacerla», debido a que según él, durante treinta años no hubo ningún otro estudio que volviese a producir un largometraje animado en México. Esto también se debió, a que una buena parte de la gente que había trabajado en los anteriores largometrajes de animación hechos en el país, no estuvo dispuesto a apoyar el proyecto ni a la gente involucrada en él, mientras que, por otro lado, quienes sí querían contribuir a éste no sabían cómo hacerlo, porque los procesos de animación ya habían cambiado radicalmente con la llegada de las herramientas digitales, y esto, sumado a que muchos animadores dejaron de trabajar debido a la falta de proyectos (a excepción de algunos animadores que continuaron trabajando en publicidad), propició que las nuevas generaciones no heredaran los conocimientos y la experiencia con la que contaban los animadores veteranos, por lo que, el entonces novel equipo de la producción, tuvo que aprender por su cuenta a lo largo de toda la producción del filme.
Para la creación de los personajes, la inspiración provino principalmente de las leyendas fantásticas y cuentos de hadas provenientes de la cultura europea y protagonizados por hechiceros, hadas, princesas y gigantes. Couturier explicó que la razón se debía a que «no querían hacer una historia demasiado localista, sino tomar temas y personajes que en esencia ya fueran conocidos y aceptados».
En cuanto al proceso de escritura, el guion escrito por Francisco Hirata pasó por una serie de cambios y mejoras constantes desde que se concretó su primera versión: «Una vez que el guion fue terminado en su primer tratamiento, Eduardo y yo, así como la producción, solicitamos que se pulieran algunos detalles, buscamos nuevos gags y refraseamos algunos diálogos; después, al realizar el story-board, se nos ocurrían ideas nuevas o nos percatábamos de que algo no quedaba [lo] suficientemente claro y escribíamos nuevos diálogos», explicó Andrés Couturier para la revista española en línea Cómo hacer cine.

La película se produjo y estrenó en pleno auge de otras películas del género fantástico, principalmente, de las primeras dos entregas de la saga Harry Potter y de la trilogía cinematográfica de El señor de los anillos, la cual concluiría en diciembre de 2003 con el estreno de El retorno del rey. Los realizadores aclaraban que, aunque la película se desarrollara en un entorno fantástico al igual que estas películas, no existían mayores similitudes más allá de sólo coincidir con la actualidad de éstas. Sprowls comentó que «la única similitud que tienen [con Magos...] es la magia [...] pero la magia es un tema universal y hay magias de distintos tipos». Sobre el mismo tema, Couturier comenta lo siguiente:
Creo que la diferencia de fondo de Magos y Gigantes, es que hasta cierto punto se trivializa la magia. Empezamos por presentar un mundo que resulta atractivo por ser mágico en el que parecería que todo es muy fácil, pero poco a poco nos vamos dando cuenta que para los personajes principales la magia es justamente la menos importante de sus virtudes. Y justamente en el darse cuenta de sus otras virtudes, es como se desarrolla la historia y es el viaje que tienen nuestros personajes.  —Andrés Couturier

Sobre el mismo tema, Sprowls comentó lo siguiente en una nota para Reforma:
No es que estemos subiéndonos al vagón del harrypottismo. Creemos que la fantasía es universal y, de hecho, en la película la magia es sólo un pretexto, no es la base, pues aun y cuando gracias a ella se dan situaciones divertidas, al final descubrimos que los valores y lo que hacen los personajes es lo que realmente importa; no sus atributos mágicos, que les crean bastantes problemas.  —Eduardo Sprowls
Por otro lado, a pesar de tratarse de una película dirigida principalmente a niños menores de 6 años, el productor Fernando Pérez Gavilán, comentó que la intención de la película no era la de educar, sino la de «entretener» y «divertir» al espectador, pues precisó que «la educación era una tarea del Gobierno».
Si bien la película no contiene referencias explícitas a México, los personajes expresan chistes y modismos locales como «las trais» (forma mal pronunciada de decir «las traes», un clásico juego de persecución infantil) o «ya ni modo» (que indica que algo ya no tiene solución), y algunas nuevas como «zacarrácatelas» y «zacatepóngolas» se crearon para fines específicos —en el caso de la primera como el nombre del torneo de magia de Varita Quebrada, en el caso de la segunda como la frase característica de Trafalgar—. Por otro lado, la personalidad y los comportamientos de los niños en la cinta se inspiraron fuertemente en los infantes mexicanos de la vida real, y los nombres de algunos personajes como Nero, el hechicero y Cochinito tienen sus raíces en el léxico mexicano.
A mitad de la producción y de forma paralela a Magos y Gigantes, Ánima Estudios comenzó la producción de su siguiente largometraje titulado Imaginum en junio de 2003, y más tarde, se empezó a gestar de forma temprana un tercer proyecto que sería dirigido por Andrés Couturier bajo el título de producción, Guacamayo: Intriga polar, que para ese momento, se encontraba en la etapa de preproducción, específicamente en la escritura del guion.

### Casting y actuación de voz
Buscando reflejar las personalidades de los personajes establecidas en el guion, los directores decidieron buscar principalmente a actores y actrices de voz profesionales, principalmente, a aquellos que ejercían la especialidad del «doblaje», un proceso en el que una producción audiovisual pasa por una serie de modificaciones que permitan su internacionalización, es decir, su distribución en el extranjero. En las películas de animación estadounidenses, empezaba a volverse algo común que los repartos principales se formaran con celebridades que no necesariamente tenían formación en actuación de voz, recurso que en parte era empleado con el fin de llegar a un mayor público por medio de personajes famosos a nivel internacional. En producciones norteamericanas de alto presupuesto, ya se empleaban a actores de renombre provenientes del cine y la televisión como Tom Hanks, Tim Allen, Angela Lansbury, James Earl Jones y Jeremy Irons —quienes tuvieron participaciones significativas en las cintas Toy Story (1995), La bella y la bestia (1991) y El rey león (1994), respectivamente—, y posteriormente se agregaron artistas y personalidades de las industrias de la música y el entretenimiento. Si bien en Magos... no se recurrió al empleo de esta práctica, se aplicaron algunas excepciones notables como la inclusión del actor de televisión y comediante Arath de la Torre, así como del veterano actor de teatro y cine Miguel Couturier —padre del director del filme Andrés Couturier y hermano del también actor de cine y televisión Luis Couturier—. Según Sprowls, «la decisión se tomó justamente por el talento de voz, y aunque no sean muy conocidos, tienen un gran resumen como "doblajeros"».
Para lograr encontrar a las voces que mejor calzaran con los personajes, se requirió organizar un extenso proceso de audiciones, en el que un factor clave e imprescindible era dotar de emoción a los personajes: «El proceso para elegir las voces tuvo que ver más con la emoción que nos despertaba el actor que con su popularidad o con asuntos de mercadotecnia, como ocurre en proyectos de este tipo en otros países», explicó Couturier. El proceso de selección de actores fue organizado por «Las Voces.com», empresa perteneciente a los actores y directores de doblaje, Cynthia Alfonzo y Rubén Trujillo, quienes encabezarían la parte de actuación de voces: Alfonzo lideraría la dirección de casting, mientras que Trujillo quedaría a cargo de la dirección de voces de la película; en ambos casos, se trabajaría en conjunto con los directores del filme, Couturier y Sprowls.

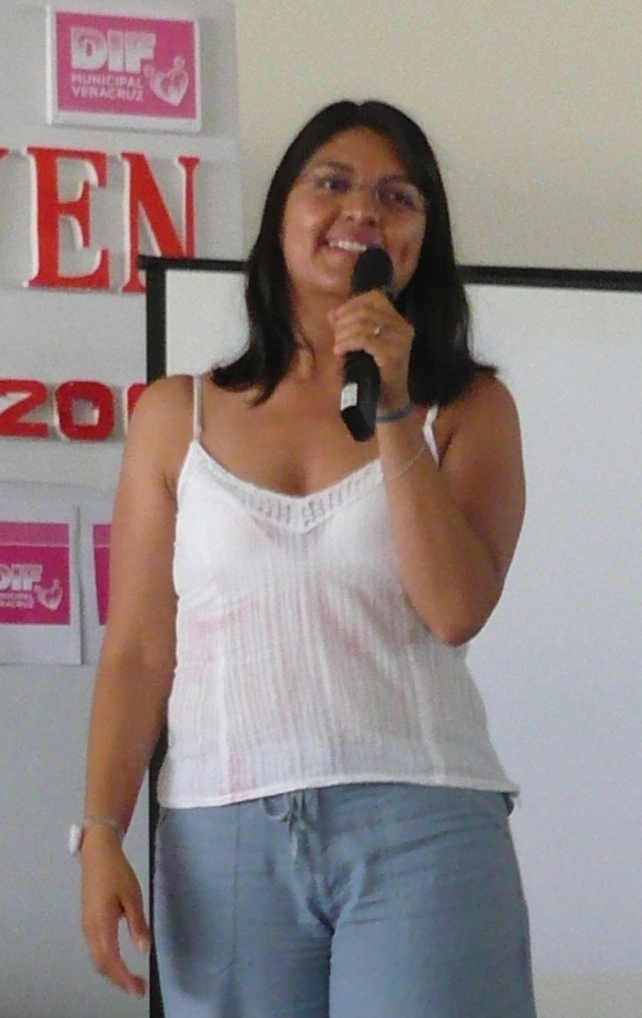
Xóchitl Ugarte es la encargada de dar voz a Gigante, protagonista principal del filme.

Xóchitl Ugarte fue asignada para interpretar a Gigante, el protagonista principal. Ugarte era una joven actriz que empezaba a ganar reconocimiento por interpretar la voz de personajes como Misty en el doblaje hispanoamericano del anime Pokemón (1996–presente), y Sabrina Spellman en la comedia de situación epónima Sabrina the Teenage Witch (1996–2003; Sabrina, la bruja adolescente en la versión hispanoamericana) —como segunda voz del personaje—. Rossy Aguirre fue escogida para interpretar a la deuteragonista del filme, Ada. Aguirre era reconocida por ser la voz de Buttercup (Bellota en el doblaje latino) en The Powerpuff Girls (1998–2005; Las chicas superpoderosas en la versión hispanoamericana), y por haber sido la segunda voz de Krilin en Dragon Ball (1986–1989). Rubén Trujillo (también conocido por su seudónimo artístico «Trujo») fue asignado como la voz de Trafalgar. Trujo, quien es hermano del también actor de voz Víctor Trujillo, ganó reconocimiento por haber sido la voz de personajes como Genio, uno de los personajes principales de la película animada Aladdín (1992), y Hades, el villano principal de Hércules (1997). Gaby Ugarte, hermana menor de Xóchitl Ugarte y del también actor de doblaje Víctor Ugarte, fue elegida como la voz de la Princesa Luna. Para ese momento, era reconocida por su trabajo en producciones como la serie Codename: Kids Next Door (2002–2008; KND: Los chicos del barrio en la versión hispanoamericana) y la película It Takes Two (1995; Almas gemelas en la versión hispanoamericana) como la voz de los personajes Número 3, Amanda Lemmon y Alisa Callaway, respectivamente. 

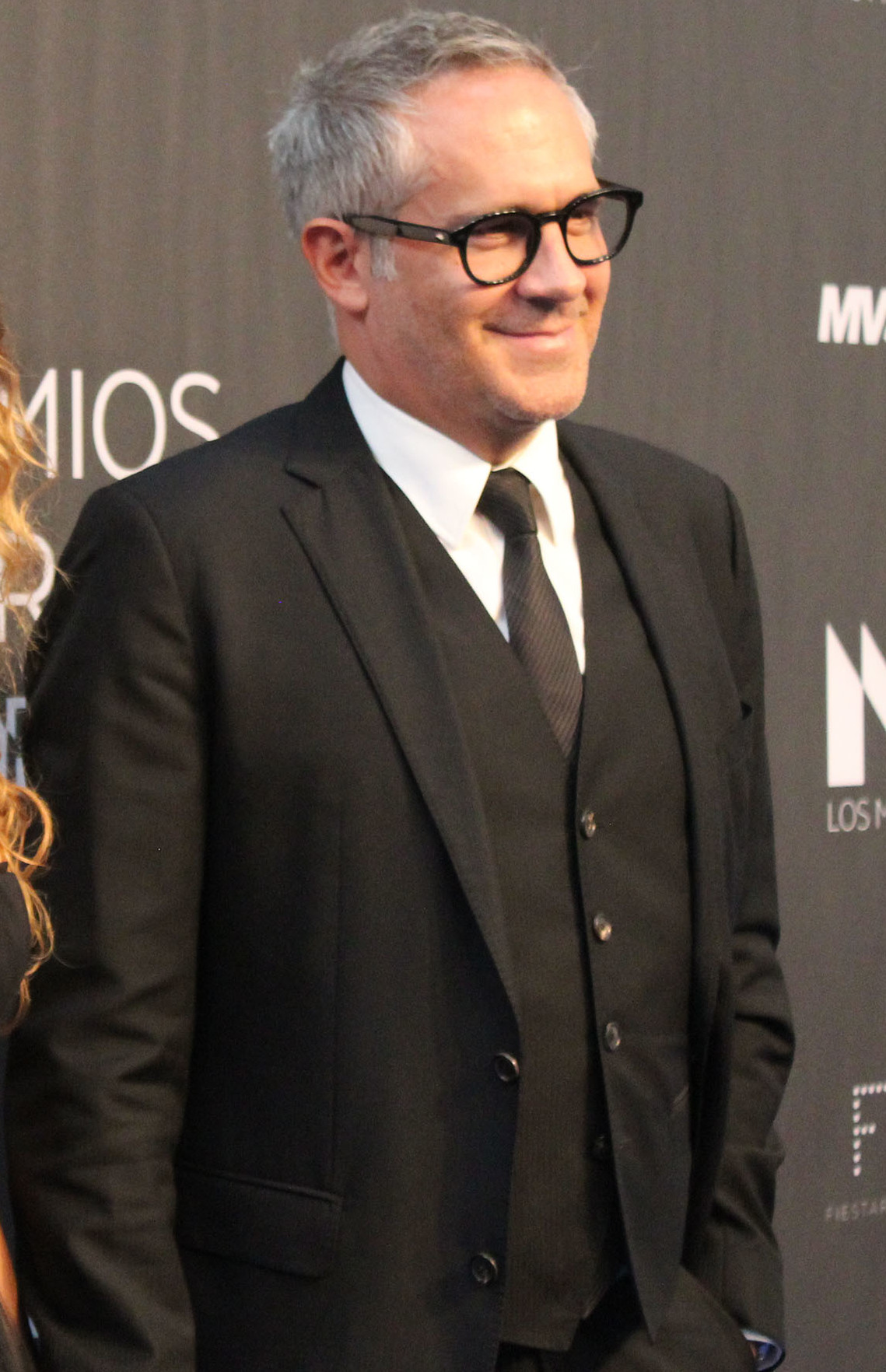
Arath de la Torre es quien interpreta a Titán Caradura, el principal antagonista de la cinta.

Arath de la Torre, actor y comediante ampliamente conocido por su trabajo en televisión, interpreta al principal antagonista de la cinta, Titán Caradura. Para ese momento, Arath poseía experiencia como actor de telenovelas —un formato de televisión muy popular en países de Latinoamérica—, habiendo tenido participaciones importantes en títulos tales como Soñadoras (1998–1999), Tú y yo (1996–1997) y Amigas y rivales (2001), y más adelante, comenzó a actuar en programas y series de comedia como La Parodia (2003–2020) y El privilegio de mandar (2005–2018). Previo a la realización de Magos y Gigantes, De la Torre había tenido una breve experiencia como actor de voz cuando prestó su voz al Emperador Kuzco, protagonista de la cinta animada The Emperor's New Groove (2000; Las locuras del emperador en la versión hispanoamericana). Si bien De la Torre realizó el doblaje completo del personaje durante una semana y recibió remuneración económica por ello, el actor de voz profesional Raúl Aldana —quien por esa época fuera el director creativo de Disney Character Voices International y el encargado de la adaptación y supervisión del doblaje de dicha película— consideró que el resultado obtenido fue «poco aceptable», por lo que su versión fue descartada, y en su lugar, se le llamó a Jesús Barrero, colega de Aldana quien previamente interpretó al personaje en el trailer de la película y quien concluyó todo el trabajo interpretativo en un día. Por otro lado, a inicios de la década, De la Torre había tenido su primera participación en una producción cinematográfica con la película Inspiración (2001), en la que compartió créditos protagónicos con la también actriz de televisión Bárbara Mori, y posteriormente, para 2003 obtuvo su segundo papel importante en el filme La tregua, en donde igualmente compartió créditos con Adriana Fonseca, otra conocida actriz de telenovelas. Aunque el propio Andrés Couturier reconoció que él y Eduardo Sprowls tenían en mente a De la Torre como la voz ideal para Titán Caradura desde un principio, este aseguró que ambos tenían muy claro que, en caso de que el actor careciese de una buena propuesta para el personaje, seguirían buscando hasta encontrar a la voz más indicada para este al igual que con el resto del elenco:
Es cierto que pensamos expresamente en Arath para Caradura, pero si no hubiéramos encontrado nada valioso en su aportación, definitivamente no lo hubiéramos llamado. La voz es decisiva y el casting fue muy riguroso [...] —Andrés Couturier
Tiempo después de haber participado en Magos y Gigantes y de su intento fallido con Las locuras del emperador, De la Torre tuvo una segunda experiencia en doblaje cuando interpretó a Óscar, protagonista de la también película de animación El espantatiburones (2004), y años después, participaría en las también producciones animadas mexicanas, El secreto del medallón de jade (2012) y Huevitos congelados (2022), al igual que en Magos y Gigantes, interpretando roles antagónicos.
Francisco Colmenero, reconocido actor y director de voz especializado en doblaje, interpretó al Mago Enigma, un hombre de avanzada edad, amigo de Gigante y Ada. Inicialmente, Andrés Couturier tenía en consideración a su padre, Miguel Couturier, para el papel, sin embargo, decidió asignarle el personaje a Colmenero por considerar que, en caso de darle Miguel Couturier un papel de mucha relevancia en la cinta, estaría incurriendo en la práctica del nepotismo, algo con lo que Couturier no comulgaba por aquellos años, pues se mostraba en contra de que la industria del cine mexicano fuese manejada bajo ese esquema. Por tal motivo, Couturier únicamente le asignó dos papeles pequeños, algo de lo que se mostraría arrepentido años más tarde al considerar que ese fue un «gesto de ingratitud» hacia su progenitor. Por otro lado, Colmenero ya contaba con una larga trayectoria en la rama del doblaje, siendo mayormente conocido por su extenso trabajo en el doblaje de las películas y series de The Walt Disney Company y otras compañías internacionales de entretenimiento, así como por haber sido voz de célebres personajes animados como Mickey Mouse, Goofy y el Pato Lucas, entre otros.
Las grabaciones de voz se llevaron a cabo durante la etapa de preproducción y antes de iniciar el proceso de animación. Esto resultó en una mayor libertad creativa para poder jugar con los gestos, las expresiones y el ritmo corporal de cada personaje, para apoyar en esto, los directores se involucraron improvisando actuaciones físicas que servirían como referencia y guía para el reparto.

### Animación
La película usa principalmente animación cut-out digital en 2D, con características de la animación 2D tradicional —aquella que es dibujada «cuadro a cuadro» y a una velocidad de veinticuatro fotogramas por segundo—, y en menor medida, en combinación con elementos generados por computadora (por sus siglas en inglés, CGI) en 3D. Antes de iniciar la producción, se llevó a cabo el proceso para formar el equipo de animadores. Varios de estos eran animadores independientes y autodidactas, mientras que otros ya contaban con experiencia al haber trabajado en otros estudios y proyectos, tales como la Productora Mexicana de Animación (Promexa) del animador Fernando Ruiz y el proyecto inconcluso de Arnulfo Rivera, Burundis. Al entrar a Ánima Estudios, tuvieron que pasar por un proceso de entrenamiento y capacitación de entre dos y tres meses para familiarizarse con el software y los procesos.
Una vez que se tuvieron listas las pistas de audio que contenían las interpretaciones vocales del elenco principal, los animadores las escucharon y tomaron como base para la realización del guion gráfico, un tipo de guion —también conocido como storyboard— en el que por medio de una serie de dibujos organizados en paneles de viñetas de forma secuencial (de forma semejante a una historieta) y en conjunto con diálogos (de forma similar al guion literario) e indicaciones técnicas (parecidas a las del guion técnico) se pretende contar un relato de forma visual y cuya principal intención es servir como un punto de partida importante para lo que será el desarrollo de la narrativa visual de una animación; el storyboard fue el único proceso de la animación que se hizo de forma tradicional, dibujando a mano alzada con lápiz y sobre hojas de papel. Estas secuencias primeramente esbozadas sobre una base física, se escanearon digitalmente y se combinaron con los tracks de audio de las voces en la edición de las «animáticas» —proceso mayormente conocido como animatic— de la cinta. Este es un metraje preliminar que básicamente tiene la misma intención que la del guion gráfico, es decir, previsualizar la historia, solo que ahora en un formato audiovisual que permite ver una versión más completa de la película aún estando en sus etapas de desarrollo tempranas, y que es de ayuda para definir el flujo de la narrativa y pulir el ritmo de cada plano, así como para hacer modificaciones a la historia, incluyendo la adición o eliminación de escenas —dependiendo de si son o no funcionales para esta—, a fin de llegar a una versión cada vez más definida del que será el animado final. Después se elaboró una guía detallada con el objetivo de calcular cuál sería la duración total de cada fotograma, y finalmente, se concretó un total de 39 secuencias que en conjunto conformarían la película completa. Para los procesos de animación, los animadores trabajaron con base en el ritmo y las expresiones que cada uno de los actores le dio a cada personaje con el fin de programar ángulos y acciones determinadas.
Couturier y Sprowls, además de dirigir la película, se encargaron de supervisar la animación, así como de seguir escribiendo el guion y realizar el storyboard de forma paralela. Según Couturier, cada semana se tenían que presentar ocho secuencias del guion gráfico, para lo cual Couturier hacía cuatro secuencias un día para enseñarlas el martes; para el jueves nuevamente había que mostrar otras cuatro. Así, los directores asistían al estudio entre diez y doce horas diarias para revisar el progreso de la animación y seguir puliendo el guion, y al término de la jornada, ambos continuaban trabajando desde sus casas en el storyboard de cuatro secuencias por separado, según Couturier, inclusive, a veces en una noche. Para esto, Couturier dibujaba bocetos en sucio —proceso conocido con el anglicismo rough—, y su padre, el actor de teatro y cine, Miguel Couturier, se encargaba de limpiarlos —proceso conocido con el anglicismo clean-up—, sacando como resultado 230 páginas de guion gráfico en una noche. Si bien posteriormente Couturier admitió que estas sesiones de trabajo nocturnas pudieron causarle daños a la espalda de su padre, en el fondo recuerda con cariño aquellos días por considerarlos como un simbólico momento de conexión íntima con su progenitor.
[...] Pobre de mi papá, se hizo mierda la columna, pero fue un momento de conexión con él también como muy especial, porque creo que mi papá logró darse cuenta como de la trascendencia que podría tener esto si sí lo lográbamos, y de lo que iba a significar para mí como realización personal y profesional, y se lanzó; me apoyó brutalmente. —Andrés Couturier (2020)
Sobre el diseño de personajes, en entrevista con el portal de noticias Orizaba en Red a mediados de 2004 —y como parte de la promoción de Imaginum—, José Carlos García de Letona, dijo que en Magos y Gigantes «quisimos hacer figuras muy simples, para que el público se centrara más en la historia». El artista multidisciplinar Carlos Ostos Sabugal se encargó de diseñar y esculpir maquetas de los personajes que los animadores y diseñadores utilizarían como modelos físicos y tridimensionales de referencia.
La mayor parte de la animación fue realizada en el estilo conocido como animación flash, haciendo uso del software Macromedia Flash, siendo esta la primera cinta mexicana en usar esta técnica y programa de animación para la producción de un filme animado. Otros programas que se usaron para los procesos de animación 2D fueron Adobe Photoshop, U.S. Animation y Macromedia FreeHand. Para el trabajo de arte y fondos, la mayor parte de estos últimos se ilustraron en 2D como fondos fijos o backgrounds, si bien también se incorporaron algunos modelos en CGI hechos con los programas 3D Studio Max y Autodesk Maya. El proceso de animación de una sola secuencia llegó a tardar hasta un mes y medio.
Para hacer correcciones y modificaciones a las secuencias, los programadores desarrollaron un sistema de montaje de imágenes que permitió a los directores modificar escenas sin necesidad de dibujar nuevamente sobre los cuadros originales. Sobre esto, Couturier comenta que «si se veía que había cuadros de más o algo que no les gustaba de las imágenes, podían cambiarlas». Sobre el mismo tema, José Carlos García de Letona dijo que al hacer animación con procesos digitales se tiene la ventaja de que «se optimiza la calidad y los tiempos», ya que «no se tiene que repetir todo el trabajo si se quiere hacer cambios». Más tarde, en el área de fondos y animación, se llevaron a cabo los procesos de coloreado y sombreado: en los primeros, la animación de los personajes y el trabajo de escenarios se completa con la pintura y el entintado de tales ilustraciones, mientras que, en los segundos, se aplican los efectos de iluminación y sombras para darle un mayor volumen a los dibujos.
El proceso de composición se hizo con el software Adobe After Effects, donde se llevó a cabo el armado y la animación de las escenas, juntando todo el trabajo de personajes, escenarios y props para dar como resultado el acabado final del trabajo de animación.
El filme fue el primero que Ánima Estudios realizó en animación 2D, ya que a partir de este, la mayoría de sus largometrajes posteriores serían realizados en esta técnica de animación, la cual posteriormente sería combinada con animación CGI para ambientes a partir de Imaginum. La producción con esta técnica se mantuvo hasta La leyenda de las momias de Guanajuato (2014), pues a partir de Guardianes de Oz (2015), el estudio realizaría la mayoría de sus producciones originales en animación CGI durante algunos años, siendo las únicas excepciones en la técnica bidimensional La leyenda del Chupacabras (2016) y La leyenda del Charro Negro (2018), ambas pertenecientes a la franquicia de Las Leyendas. Por otro lado, Ánima continuó desarrollando animaciones en 2D para televisión, internet, videojuegos y aplicaciones móviles. Durante mucho tiempo, El Santos contra la Tetona Mendoza (2012) fue la última película original del estudio en animación 2D sin contar a la franquicia de Las Leyendas. Fue en 2020, con la publicación de los filmes La liga de los 5 y El camino de Xico —entre principios y finales de año, respectivamente—, que la productora retomó la producción de películas animadas con historias originales en segunda dimensión.

### Problemas de producción
Al tratarse del primer largometraje de animación digital realizado en México, los animadores veteranos del país se dividieron en dos bandos: aquellos que estaban a favor de que se realizara el proyecto y aquellos que estaban en contra. Por una parte, había animadores que querían apoyar el proyecto aportando su experiencia, pero no sabían cómo, porque los procesos ya no eran los mismos que los utilizados en los anteriores largometrajes de animación realizados en el país. Sobre esto, Couturier comenta que hubo algunos animadores involucrados en la producción de la película, que previamente habían formado parte de la producción de los largometrajes de animación mexicanos realizados en el siglo XX, sin embargo, al cabo de unas semanas trabajando en el estudio, ellos decidieron abandonar el proyecto, argumentando que lo suyo era hacer animación con procesos tradicionales, pues no se adaptaron al cambio drástico que representó la hechura de un filme con procesos digitales. Tal era la resistencia al cambio por parte de los animadores de la vieja escuela, que incluso hubo protestas por parte de varios para impedir la realización del proyecto, entre otras razones, porque estaban en contra del uso de programas informáticos para hacer animación y de que se hiciese una producción donde no se abordarían temáticas que estuviesen vinculadas con la cultura de México.

A lo largo de la producción, existió una fuerte presión por terminar la película en el plazo estipulado tanto por la distribuidora como por los inversionistas y dueños del estudio y del proyecto, lo que trajo consigo un elevado nivel de estrés en los miembros del equipo, al punto de que muchos de los animadores se rompieron emocionalmente. Al respecto, Couturier expresó lo siguiente:
Parte también de mi trabajo consistía en salirnos a las escaleras a consolar a animadores que lloraban... El nivel de estrés era muchísimo, muchísimo, y muchas veces, digo, también lo entiendo, los dueños del estudio, del proyecto, pues también estaban bajo muchísima presión [...] No sé si estaban tomando el riesgo mercantil más grande que iban a tomar en toda su vida, así que estaban bastante estresados. Entonces, a veces el pedir no era como de la mejor manera, y esto hacía que algunas personas pues sí se quebraran [...] Parte del trabajo de director era tratar de mantener cierta armonía [...] “Bueno, mira, fíjate lo que estamos haciendo...” [...] Muchísimo, muchísimo llorar. Yo creo que ahora mismo yo ya no tengo la edad, yo no tengo la energía fisiológicamente hablando para volverme a echar jornadas como las que me echaba allí.  —Andrés Couturier (2020)
Un día, la mitad de la película, específicamente 17 minutos de metraje, desapareció de los servidores del estudio, lo que provocó que se perdieran muchos archivos del trabajo de animación. Los animadores estuvieron laborando 90 horas tratando de recuperar el material, pero el esfuerzo fue inútil y se tuvo que reiniciar el trabajo. Una vez que el 80% del largometraje estaba completado, el equipo se dio cuenta de que la historia resultaba ininteligible y confusa, por lo que consideraron necesario afinar el guion y cuidar la edición del metraje para que el filme fuese más comprensible.

### Posproducción
Los procesos de montaje y edición, a cargo de Jorge Hernández, se llevaron a cabo con el programa Final Cut Pro de Apple, con la supervisión de los directores de la cinta, así como la participación de los departamentos de audio, efectos especiales y de sonido. Además de su uso durante la etapa de composición, After Effects se empleó para aplicar algunos efectos visuales en edición; para este proceso se contó con la colaboración de Ollin Studio, compañía productora especializada en efectos visuales y animación por computadora. De dicha empresa, intervino como representante Carlos "Charlie" Iturriaga, uno de sus fundadores, mientras que, por parte de Ánima, se involucró Arnold Abadie.
Los procesos de «intermedia digital» —también denominados data to film y consistentes en la transferencia de los fotogramas fijos o stills del formato digital al físico de celuloide— también fueron realizados por Ollin Studio. En estos, los stills —imágenes fijas individuales de la animación terminada— fueron copiados y extraídos de los discos duros de las computadoras de los animadores, para después hacer correcciones de color, y por último, convertirlos a negativo de imagen en 35 milímetros. La impresión a 35 mm, fue realizada por Carlos "Charlie" Iturriaga de Ollin Studio, teniendo como asistente de impresión a Felipe Álvarez.
La mezcla de audio en 5.1 fue realizada en los Estudios Churubusco en el sistema de audio Dolby Digital y en el estándar THX. Los procesos finales de laboratorio, que incluyeron el revelado de la cinta de 35 mm, corrieron a cargo de Labofilms S.A.

### Música
La música original del filme fue compuesta por Xavier Asali y realizada por el estudio de producción musical y posproducción de audio, Asali Producciones —propiedad conjunta de Asali y de su hermana, Ximena—. El equipo de Asali Producciones tuvo contacto con el trabajo concluido, por lo que se juntó imagen y audio para realizar la grabación del score en vivo. Los músicos —de planta en Asali Producciones— involucrados fueron Xavier Asali, Fernando Torres, Vitali Roumanov, Miroslaw Kotecki, Tchinguiz Mamedov, Carlos Rosas, Beata Kukawska, Valeria Thierry, Ervin Zavala, Rodolfo Zentella e Ivonne Bustos. Por otro lado, Torres, Rodolfo Vázquez y Mariano Armendáriz actuaron como los principales ingenieros de grabación. 

#### Banda sonora
Por otro lado, la banda sonora de la película contó con tres canciones originales de artistas musicales, de origen hispanohablante y pertenecientes al género pop, que fueron creadas para la película bajo la producción del compositor y productor musical Áureo Baqueiro. Sobre su participación en el proyecto, Baqueiro dijo que la productora le concedió libertad creativa para realizar los temas: «Soy un amante del cine y esta oportunidad fue una experiencia gratísima. En Ánima me dieron carta abierta para proponer».

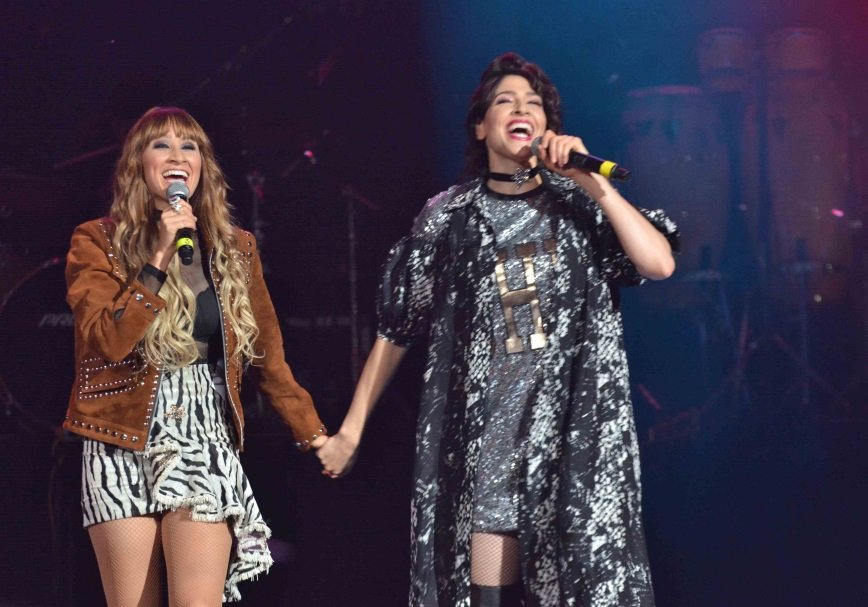
El dúo de cantantes estadounidense-mexicano Ha*Ash (fotografiado en 2017) interpretó el tema principal de la película, titulado «Un amigo así», el cual sirve tanto como tema de apertura como de cierre.

La primera, Un amigo así, fue escrita y compuesta por Áureo Baqueiro, con arreglos musicales suyos y del bajista y compositor Sabo Romo, y fue interpretada por el dúo femenino de country pop, Ha*Ash. El dueto, integrado por las hermanas Hanna Nicole y Ashley Grace, fue invitado al proyecto tras el éxito comercial y de recepción de su primer álbum homónimo, mismo que Baqueiro produjo y para el que escribió y dirigió varios de sus temas. Nicole explicó en un artículo para El Siglo de Torreón que el tema principal de la canción es el valor y la importancia que tiene la amistad por sobre las características físicas: «[...] la canción habla de lo bonito de una amistad, de que no importa tanto el físico, sino el interior». En entrevista con el diario costarricense La Nación, Hanna dijo que la participación del dúo en el proyecto «fue muy importante» para su carrera, lo que consideró «todo un honor» por haberse tratado de la primera película «completamente animada» que se produjo en México en mucho tiempo. En la película, el tema fue usado principalmente para las secuencias de créditos iniciales y finales.
El segundo tema, Sigo buscándote, fue escrito y compuesto por Mauricio L. Arriaga e interpretado por Óscar Schwebel, con arreglos de Arriaga. Schwebel, quien formaba parte de la banda OV7, se sumó al proyecto poco después de la desintegración del grupo.

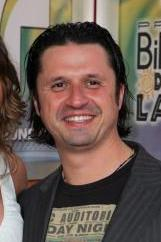
Áureo Baqueiro participó como productor y director musical de tres temas originales para la película. Asimismo, fue productor del álbum recopilatorio La magia está dentro de ti y compositor del tema «Un amigo así».

La tercera canción, Siempre, fue escrita por Federica Quijano y Sergio O'Farrill de Kabah en colaboración con los compositores Fitte y Marcela de la Garza. Fue compuesta por Kabah en colaboración con el cantante y compositor Benny Ibarra, y fue interpretada por los mismos miembros de la banda, con arreglos nuevamente de Mauricio Arriaga.
Las tres pistas originales fueron incluidas en un álbum recopilatorio promocional producido por el mismo Baqueiro, titulado Magos y Gigantes: La magia está dentro de ti, cuya comercialización fue fundamentalmente en formato físico, específicamente como un CD. En esta obra, se reunió un gran número de canciones conocidas de bandas y artistas como El Círculo, Las Ketchup, Melody, OV7, Piero y Tatiana, temas que, a diferencia de los tres citados anteriormente, no fueron incluidos en la película. La banda sonora fue producida y publicada por Sony Music México; esto último, a través de su sello discográfico Epic Records. Como parte de los materiales complementarios del sitio web, se incluyeron fragmentos de las tres canciones originales de la película en la sección de trailers.
Adicionalmente, se realizaron otros dos temas originales titulados «Los buenos y los malos» y «Guardaespaldas, alitas y la gran pelea». De estas pistas se desconoce su autoría, y se sabe de su existencia debido a que fueron publicadas como parte del álbum promocional, tratándose de las dos últimas canciones del material.

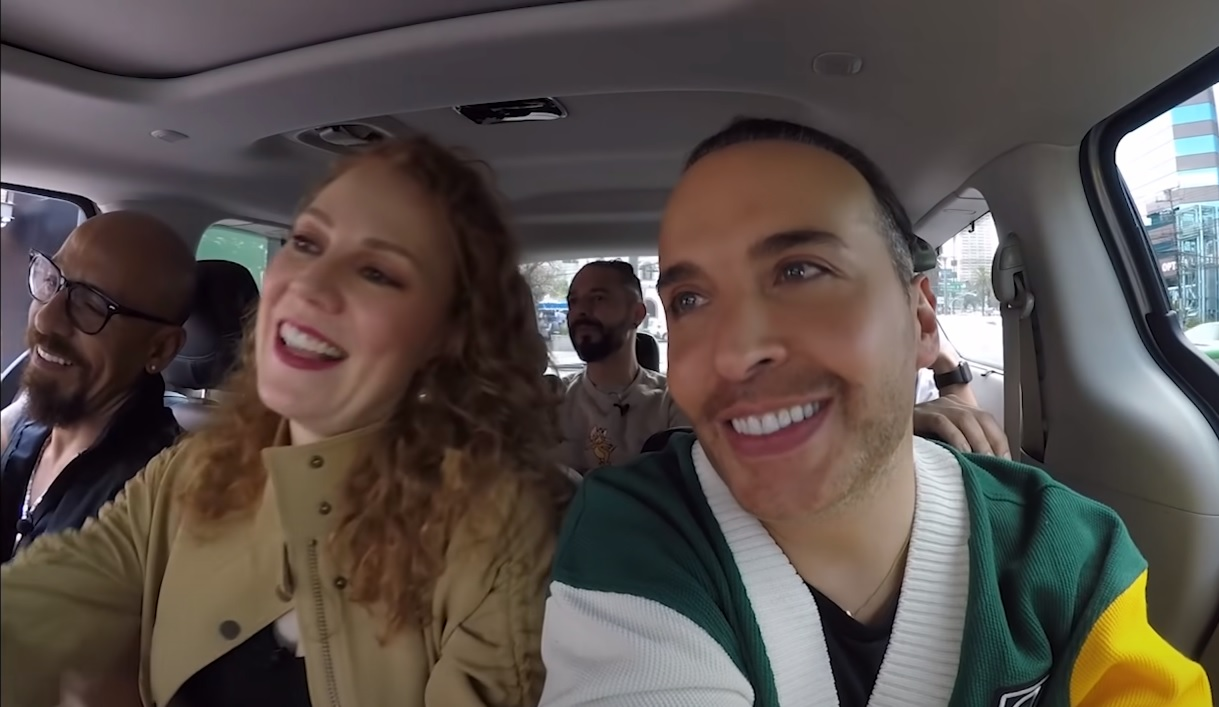
La banda de pop Kabah compuso e interpretó el tema «Siempre», con contribuciones por parte de Benny Ibarra en su composición.

Algunos años después del lanzamiento del disco y de la cinta misma, Fernando de Fuentes, afirmó que, a pesar de los buenos resultados que obtuvieron con los temas musicales realizados para el filme, el álbum en general no tuvo el éxito de ventas esperado. Las razones principales citadas por De Fuentes, fueron un mal manejo en la parte de la distribución y una notoria falta de comunicación con la compañía discográfica, esto debido a que el estudio no trabajó con la disquera desde el comienzo de la producción ni le informó sobre la fecha de estreno y el tipo de música que tendría la película. En consecuencia, Sony Music le restó importancia al lanzamiento del álbum, y por ende lo entregó a destiempo a las tiendas de música. Asimismo, De Fuentes reconoció que el fracaso del disco también se debió a que los artistas musicales que realizaron los temas «tampoco estaban viviendo su mejor momento» en aquel entonces, y en general, a que el cedé no fue un éxito de público.
| Magos y Gigantes: La magia está dentro de ti |                                          |                                                                         |                     |          |  |
| N.º                                          | Título                                   | Escritor(es)                                                            | Artista             | Duración |  |
| 1.                                           | «Un amigo así»                           | Áureo Baqueiro                                                          | Ha*Ash              | 3:59     |  |
| 2.                                           | «Sigo buscándote»                        | Mauricio Arriaga                                                        | Óscar Schwebel      | 3:40     |  |
| 3.                                           | «Siempre»                                | Federica Quijano Sergio O'Farril Marcela de la Garza Fitte Benny Ibarra | Kabah               | 3:48     |  |
| 4.                                           | «Mayonesa»                               |                                                                         | Chocoboys           | 3:51     |  |
| 5.                                           | «Sube que baja»                          |                                                                         | El Círculo          | 2:57     |  |
| 6.                                           | «Aserejé»                                | Manuel Ruíz                                                             | Las Ketchup         | 3:32     |  |
| 7.                                           | «El baile del gorila»                    | José Antonio Benítez Serrano                                            | Melody              | 3:08     |  |
| 8.                                           | «Shabadaba»                              |                                                                         | OV7                 | 3:54     |  |
| 9.                                           | «Sinfonía inconclusa en la mar»          |                                                                         | Piero               | 4:22     |  |
| 10.                                          | «El gusanito»                            |                                                                         | Real Chicano        | 2:07     |  |
| 11.                                          | «El patio de mi casa»                    |                                                                         | Tatiana             | 3:25     |  |
| 12.                                          | «Los buenos y los malos»                 |                                                                         | Artista desconocido | 4:59     |  |
| 13.                                          | «Guardaespaldas, alitas y la gran pelea» |                                                                         | Artista desconocido | 5:59     |  |

## Lanzamiento

### Mercadotecnia
Para la promoción de la cinta, Ánima Estudios pactó acuerdos comerciales con diferentes empresas y marcas, entre ellas: Pepsi, Lala, Hewlett-Packard y Jumex. El productor Fernando Pérez Gavilán, explicó que los acuerdos con los socios promocionales variaban en cuanto al tipo de tratos que se cerraban con la productora: «Tienen diversas estructuras. En ocasiones nos pagan por estampar a los personajes en sus productos; en otras, si la marca tiene gran penetración en el mercado infantil, no cobramos. O bien, destinan parte de una pauta publicitaria para darle impulso a la cinta. En fin, varía mucho, pero no tenemos ningún problema porque somos una compañía pequeña, dinámica y con capacidad muy rápida de toma de decisiones, lo que nos permite ajustarnos a aquello que sentimos va a maximizar el valor de los socios».
Para el merchandising de la cinta, se lanzaron diferentes productos promocionales como estuches de lápices, camisetas, estuches para CD, vasos coleccionables, gomitas y plumitas, entre otros.
La empresa de telecomunicaciones Teléfonos de México (Telmex) lanzó una serie de cuatro tarjetas telefónicas de su marca Ladatel con los personajes de la película. En el reverso de cada una de éstas viene una parte del póster de la película. Al unirse todas dan forman al cartel completo, tratándose de un rompecabezas. Los cuatro personajes de cada una son: Ada, Titán Caradura, Gigante, y Trafalgar.
La campaña del filme, incluiría la aparición de muñecos de los personajes fabricados por una compañía de juguetes proveniente de China. Sin embargo, según Andrés Couturier, dichas piezas nunca llegaron a comercializarse en México, debido a que, a su arribo al país, fueron detenidas en las aduanas. A pesar de ello, Couturier tiene en su posesión algunas de estas figuras, debido a que fue una de las personas más cercanas al proyecto.

### Estreno

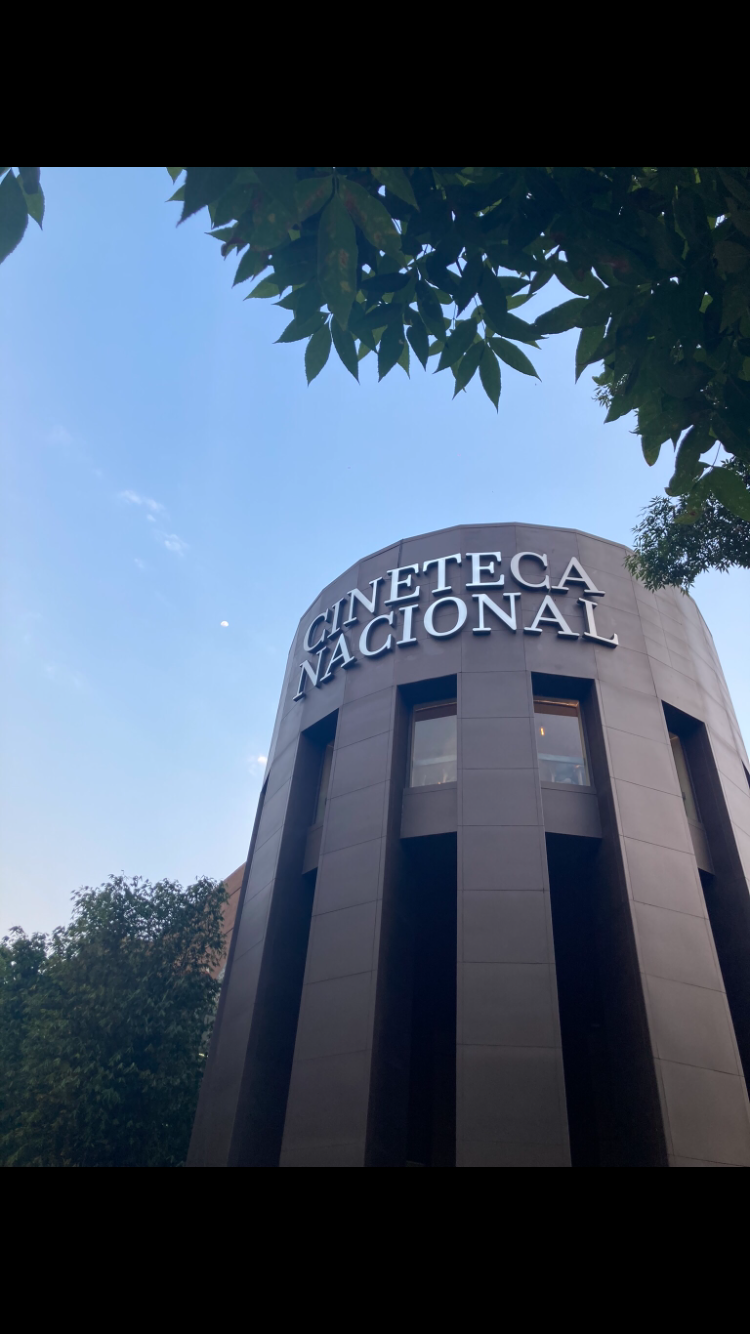
La película se estrenó en el complejo de salas de cine perteneciente al Centro Nacional de las Artes y —entre 1995 y 2010— a la filial mexicana de Cinemark, cadena estadounidense de exhibición cinematográfica; en un futuro, dicho complejo sería renombrado como la Cineteca Nacional de las Artes.

El 30 de junio de 2003, comenzaron a exhibirse los primeros avances del filme, siendo adjuntados a otras películas lanzadas en ese mismo año como: Buscando a Nemo, Simbad: La leyenda de los siete mares, X-Men 2, Agent Cody Banks y Lara Croft Tomb Raider: la cuna de la vida, entre otras. Paralelamente, se colocaron carteles (con el tagline, «La magia está dentro de ti») en las salas de exhibición de los cines y se pusieron en circulación anuncios en espectaculares de las principales avenidas del Distrito Federal. José Juan Hernández de 20th Century Fox, opinó lo siguiente sobre la película: «Se trata de un concepto completamente mexicano que nos gustó mucho y que es de un grupo de productores nuevos. Es una historia para niños. No es tercera dimensión y tampoco tiene la tecnología de La era del hielo, pero el proyecto es muy bueno». Arath de la Torre, voz de Titán Caradura, afirmó que la película era precursora en México, y en un tono realista, dijo que «sería tonto compararse con las producciones extranjeras de animación», pues explicó que «su objetivo era llamar a la gente para que fuera al cine y apoyara estos experimentos, pero no para competir con otros porque aún [en México] estaban en desventaja».
La película se proyectó por primera vez en doce salas del complejo de Cinemark ubicado en el Centro Nacional de las Artes. Pocos días antes del estreno, una segunda exhibición previa tuvo lugar en Torreón, Coahuila el 16 de noviembre de 2003, evento que fue organizado por la cadena de cines regional Reforma Cinemas en colaboración con el diario local El Siglo de Torreón.
La película se estrenó comercialmente el 19 de noviembre del 2003, y se lanzó con 250 copias a nivel nacional. De Fuentes estimaba que las ganancias en taquilla iban a ser de 17 000 000 MXN, y para el siguiente año se tenía planeado lanzar la película en Puerto Rico, Argentina, Brasil, Venezuela, Colombia, Chile y Perú, esto como parte de su cobertura de distribución para la región de Latinoamérica por parte de 20th Century Fox. Ken Bensinger de Variety consideró que el filme era el primer largometraje de animación, desde Los Supersabios (1978), en recibir un contrato de distribución del tipo major.
Durante febrero de 2004, la película fue proyectada en la Cineteca Nacional en funciones matutinas de fin de semana. El 29 de octubre de 2004, la película fue proyectada en el Vittum Theater de Chicago, Illinois en el marco de la 21.ª edición del Festival Internacional de Cine para Niños de Chicago. La cinta competiría en la categoría de «Mejor Largometraje Animado» en dicho festival. Dos meses después se anunció que la película formaría parte del programa del 26.o Festival Internacional del Nuevo Cine Latinoamericano de La Habana a llevarse a cabo en la capital homónima de Cuba entre el 7 y el 17 de diciembre de 2004, así como en Cienfuegos, Cuba —ciudad que fue asignada como segunda sede de dicho festival—, en donde se efectuaría del 8 al 19 de diciembre de 2004 —esto a través de la proyección de las películas concursantes en las salas de exhibición locales en conjunto con otras actividades—.

### Distribución internacional
El 26 de noviembre de 2004, la cinta se estrenó en Costa Rica, una semana antes del estreno de The Polar Express y dos antes que Los Increíbles. Ese mismo año, 20th Century Fox Home Entertainment distribuyó Magos y Gigantes para los mercados domésticos de Grecia y Turquía, esto a pesar de que el contrato de distribución únicamente abarcaba a México y América Latina.
El 4 de agosto de 2006, se anunció que la productora y distribuidora estadounidense de contenido infantil, PorchLight Entertainment, había adquirido los derechos de distribución mundial de Magos y Gigantes e Imaginum. Ambas fueron emitidas por televisión y comercializadas en formato directo a video —esto último, a través de PorchLight Home Entertainment— en más de cien países. En el caso de Magos y Gigantes, esta fue lanzada en los siguientes países: Corea del Sur, Polonia, China, Rusia, Brasil, Estados Unidos, Nueva Zelanda, Egipto, Irán, Líbano, Bélgica, Bulgaria, Ecuador, Australia y Marruecos, entre otros.

### Medios domésticos

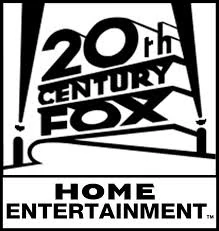
En marzo de 2004, 20th Century Fox Home Entertainment publicó las primeras versiones en video doméstico de Magos y Gigantes en los formatos VHS, DVD y VCD.

El 12 de marzo de 2004, 20th Century Fox Home Entertainment lanzó al mercado las primeras versiones en video casero de Magos y Gigantes; específicamente en los formatos VHS, DVD y VCD. En la versión en DVD se incluyeron contenidos y materiales complementarios, en varios de los cuales se detalló el proceso de creación de la película. Entre estos se encuentra el cortometraje El cumpleaños de Ada, que se trata del episodio piloto de la serie didáctica Ada y Gigante, primer proyecto realizado por el equipo de Ánima Estudios antes de filmar Magos y Gigantes y de la fundación del estudio como tal. En el corto, Gigante se encuentra celebrando el cumpleaños de su mejor amiga Ada, cuando en eso, reciben la inesperada visita del mago Trafalgar. El corto cuenta con los mismos personajes principales de la película —originalmente concebidos para la serie—, quienes, a excepción de Trafalgar, poseen un diseño de personaje diferente al de sus versiones finales, a la vez que se puede apreciar una vista preliminar del pueblo de Varita Quebrada. Adicionalmente, al final del corto se presenta una versión diferente del logotipo de Ánima Estudios. También se añadió el primer teaser trailer de Imaginum, segunda película de Ánima Estudios, que anteriormente se exhibió en cines de forma previa al comienzo de las funciones de Magos y Gigantes.
En Estados Unidos, la cinta fue lanzada en noviembre de 2008 por Distrimax en DVD, tanto en su versión original en español como con doblaje en inglés, ambas en sonido estereofónico y en el formato Dolby Digital. En Grecia, el DVD fue editado por Maiandros Entertainment Group con el doblaje en inglés —en Dolby Surround de dos canales— y subtítulos en griego.
El 28 de marzo de 2020, la película completa fue subida a YouTube por el canal oficial de Ánima Estudios como parte de una oferta de contenidos animados en plataformas de streaming y de vídeo que la productora puso a disposición de los consumidores con motivo del confinamiento propiciado por la crisis sanitaria de la pandemia de COVID-19 en México. La compañía también publicó de forma gratuita los episodios de la serie derivada Teenage Fairytale Dropouts.

## Recepción

### Comercial
La cinta abrió en el cuarto lugar de taquilla por debajo de The Matrix Revolutions, Freaky Friday y 21 gramos (tercer, segundo y primer lugar de taquilla, respectivamente) y por arriba de Gigli, The Good Thief, Jeepers Creepers 2, Spy Kids 3-D: Game Over y Runaway Jury (noveno, octavo, séptimo, sexto y quinto lugar de taquilla, respectivamente), recaudando $4,531,492 millones de pesos en su primer fin de semana de exhibición. La revista Cinefagia felicitó públicamente a Ánima Estudios por este importante suceso, ya que consideró que la película «logró finalmente derribar la idea de que la animación mexicana no es taquillera», y esperaba que «se mantuviese en las próximas semanas, para que la cinta abriera brecha a otros proyectos que tanto se mencionaban en el medio».
Para el 24 de noviembre, de acuerdo con datos proporcionados por Ánima en su sitio web, la película había recaudado un acumulado de $5,295,670 millones, y su alcance era de 280 salas a nivel nacional con un promedio de asistencia de más de 600 personas en cada cine, manteniéndose todavía en el cuarto sitio de la taquilla a nivel nacional. Al respecto, voceros de la Fox aclararon que, si bien la recaudación inicial no se acercó a las altas cifras que Buscando a Nemo amasó en su fin de semana de apertura en México, la película se posicionó a la par de lanzamientos animados más pequeños de la época como The Powerpuff Girls Movie (2002), El planeta del tesoro (2002) y Rugrats en París: La película (2000). La revista Expansión reportó que, para el 30 de noviembre, la película había recaudado un aproximado de 7.4 millones de pesos, con 280 copias y un promedio de asistencia de 245,000 espectadores. En su segunda semana, la película presentó dificultades para seguir a flote en taquilla a causa del estreno en México de Looney Tunes: De nuevo en acción el 28 de noviembre, ya que implicó una mayor competencia para la cinta; De nuevo en acción se colocó en el primer lugar de taquilla, mientras que Magos descendió al décimo. El director de mercadotecnia de Cinemark, Víctor Sánchez, preveía que la película seguiría en cartelera durante el mes de diciembre: «Magos seguirá en cartelera para la época navideña, porque es el tipo de películas que se necesita en la temporada. Esperamos títulos como El Gato, que es un clásico en Estados Unidos y es de los creadores de El Grinch (2000). Sin embargo, no le fue muy bien con los estadounidenses, recibió críticas muy severas. Otro de los estrenos esperados es Tierra de osos, que tampoco tuvo la fortuna que esperaba, pero considero que el público mexicano la recibirá mejor porque se trata de una historia familiar. Magos es una cinta bien hecha, que gusta porque la animación es de buena calidad y está bien realizada».

Para el 14 de diciembre, la película sumaba la cifra de 8.2 millones, habiendo bajado al vigésimo sitio de la taquilla en la semana anterior, mientras De nuevo en acción aún ocupaba el primer lugar, que para la sucesiva sería tomado por Ladies' Night. Posteriormente, y tras haber permanecido entre seis y nueve semanas en cartelera, la película fracasó en la taquilla nacional, principalmente, debido a una competencia fallida con otros estrenos de animación más exitosos en México, recaudando la cifra total de $8,323,329 millones de pesos (abreviados como 8.3 millones), equivalentes a $731,662 dólares. Al respecto, De Fuentes, comenta lo siguiente: 
Tuvo un muy buen momento cuando se estrenó y durante las primeras semanas, pero casi de inmediato llegó la competencia de Disney y de DreamWorks y todo cambió. Todo. No se trata sólo de hacer una película con un millón de dólares y luego recuperar la inversión. Así no es esto. La película Magos y Gigantes ha tenido éxito en el extranjero y en DVD, lo que me demuestra que el producto es bueno. Sin embargo, lo que no es nada fácil es que sea negocio. Eso es muy complicado. Hay muchos trucos en esto. Mi mamá que es actriz, Yolanda Varela, que hizo más de 50 películas, me da constantemente lecciones de todos esos detalles que influyen en el cine. Por ejemplo, cuando hace frío sabe que la taquilla baja, y eso el productor debe tomarlo en cuenta cuando programa sus fechas de exhibición. Cuando el Papa (Juan Pablo II) murió, la taquilla cayó al suelo ese fin de semana. —Fernando de Fuentes (2007)
Otras razones a las que se les adjudica el mal desempeño en taquilla de la película, fueron un desacertado manejo que tuvo la campaña de mercadotecnia y publicidad, debido a que la película tuvo una poca promoción, con lo que no se logró una buena penetración publicitaria de la película. Por otro lado, el reducido nicho de público al que estaba destinada, pues su público meta eran niños menores de seis años, fue una razón por la cual el filme no logró captar la atención de visualizadores mayores a esa edad. Por último, la distribuidora estrenó la cinta poco antes del comienzo de la temporada navideña, época del año que es considerada como una mala época para el estreno de filmes en cartelera porque la afluencia de espectadores es más baja durante esas fechas a comparación de otras estaciones del año en las que las salas de exhibición están más concurridas, lo que provocó que el promedio de asistencia disminuyera considerablemente y que la cinta pasara desapercibida. En su libro, El episodio perdido: Historia del cine mexicano de animación, Juan Manuel Aurrecoechea dijo lo siguiente:
Al igual que en el caso de Los tres Reyes Magos (1976) y Los Supersabios (1978), Magos y Gigantes se ha lanzado a la conquista del público prácticamente sin ninguna promoción y su estreno ha pasado desapercibido, fenómeno lamentable que se repite y parece perseguir a nuestras animaciones. —Juan Manuel Aurrecoechea (2004)
Asimismo, Aurrecoechea opinó que los productores de la cinta sentían una excesiva confianza, ya que afirmaban que la película podría competir contra las películas extranjeras de altos presupuestos sin mayores complicaciones. Al respecto, Aurrecoecha dijo que «sus promotores exageran al afirmar que Magos y gigantes es un producto que tranquilamente puede competir con las películas de Disney y Time Warner, e ignoran la historia del género al proclamar que se trata del primer largometraje animado cien por ciento mexicano [...]». Por otro lado, el propio Fernando de Fuentes admitiría algunos años después que, cuando el estudio finalizó Magos y Gigantes y la película se estrenó en cines, él daba por hecho que hacer largometrajes animados no necesariamente requería de esfuerzos significativos para lograrse:
Me sentí el productor de Magos y Gigantes cuando vi la película proyectándose en los cines. Ahí fue cuando me cayó el veinte. Cuando vi Magos y Gigantes en la premiere en el Centro Nacional de las Artes, yo estaba como pavorreal. La gente fue muy cariñosa conmigo. Una de mis hermanas me expresó en forma particular su afecto. Toda mi familia lo hizo. Estaba muy contento. Feliz. Lo curioso del caso, es que luego de terminar y estrenar Magos y Gigantes, pensé que esto de producir cine animado era relativamente fácil. Por supuesto, equivoqué mi percepción inicial. [...] Yo lo creí así. En el momento del estreno yo me sentí dios, el mesías y todos los demás juntos. Luego la realidad comercial de la película me dio una buena lección. Me golpeó. A la fecha, mi mamá me dice que fue bueno para mí que así sucediera, porque fue la lección que necesitaba para dedicarme en serio a ser productor de cine. Dice que me creía mucho y que (yo) pensaba que era muy fácil hacer películas, cuando es todo lo contrario.
Las ganancias obtenidas impidieron recuperar lo invertido en el filme, ya que de los 17 millones que De Fuentes calculaba que ganaría la película, solo se obtuvo la mitad. 20th Century Fox recuperó su inversión realizada en copias y publicidad, mientras que Ánima Estudios tardó dos años en reponer una parte importante de los costos de producción. Como consecuencia de la falta de revolvencia a raíz del fracaso taquillero de la cinta, Ánima tuvo que recurrir al apoyo económico del Fondo de Inversión y Estímulos al Cine (Fidecine) del Instituto Mexicano de Cinematografía (Imcine) para la producción de su siguiente largometraje, Imaginum. Con el paso de los años, el estudio logró acelerar el proceso de recuperación gracias principalmente a las ventas del filme en DVD y su transmisión por televisión —en conjunto con Imaginum— en más de cien países del mundo a finales de la década del 2000. Asimismo, paralelamente, la productora siguió cobrando regalías de la película con 20th Century Fox. En 2007, De Fuentes declaró que la recuperación de la cinta rondaba por el 70% de la inversión, y preveía que pronto se alcanzaría el 100% de esta, con lo que finalmente ya no tendría pérdidas. Para 2012, había un avance del 85%, lo que significaba que las pérdidas económicas habían disminuido considerablemente para ese entonces.
Para Luis Gabriel Vázquez Hernández, autor de Cuentos y recuentos animados: Panorama de la animación mexicana: 2000-2012, «lo más importante dentro de la inocencia y la inexperiencia involucrados en la realización de Magos…, es que se demostró que podía plantearse un modelo financiero y de producción que permitiera realizar una película animada en México».

### Crítica
El sitio web Rotten Tomatoes la califica con un 33% en puntuación de audiencia. El sitio recopilador de reseñas IMDb, le otorga a la cinta una puntuación de 5,4 sobre 10 con base en 127 votos y 7 reseñas de usuarios. El periódico Reforma le otorgó a la cinta una calificación de 3 estrellas sobre 4, al igual que su sección cinematográfica Primera Fila, mientras que El Universal calificó a la cinta con una puntuación de 8 sobre 10. Luego de su estreno, las críticas profesionales fueron mixtas, aunque mayormente negativas. Por una parte, las críticas positivas se enfocaron en la historia y otros aspectos como el humor de la cinta, los cuales compensaban las limitaciones en la calidad de la animación.
Para Rafael Aviña, de Reforma, «Magos y gigantes evita los localismos de rigor y propone una historia atemporal, en la que caben divertidas anacronías […] así como los valores universales de amistad, esfuerzo y toma de decisión que no necesita de pases o artefactos mágicos para lograrlo. No tiene la infraestructura de superproducciones en 3D, como las cintas de Pixar o DreamWorks, pero el resultado final es bastante digno y entretenido». Asimismo, dialogando con el portal Noticine.com sobre la situación del cine mexicano a lo largo del año 2003, Aviña consideró «destacable el trabajo de Ánima Estudios, en el cine de animación, lo que abre una posibilidad nueva en nuestro cine con tan solo cinco largos de dibujos animados, y lo mismo ocurre con Zurdo, un filme que retoma temas poco abordados como [lo] sería[n] el [género] fantástico y el cine infantil».
Para Joel Cortés, de Chulavista, «el relato es entretenido y tierno, además de que está lleno de valores como la amistad, la determinación y la autovaloración. El diseño de los personajes es muy atractivo visualmente, así como el mundo mágico que se creó para la cinta. [...] Sin embargo, viendo objetivamente el trabajo, la animación podría haber estado mucho mejor. Se nota de inmediato que la cinta está hecha enteramente en flash, lo que no es malo, pero sí le da un toque de animación para internet. El público adulto podría aburrirse mucho, ya que es una película cuyos diálogos y chistes se dirigen enteramente al público infantil. La recomendación de este servidor es verla solo cuando estemos dispuestos a soltar nuestro niño interno, de lo contrario esta película podría ser una experiencia no muy grata».
Juan Manuel Aurrecoechea, autor de El episodio perdido: Historia del cine de animación, destacó que «lo mejor del film es el tratamiento humorístico de las neuróticas relaciones de los personajes, lo disparatado de las situaciones y la imaginativa caracterización de una variopinta galería de personajes secundarios. Sin referencias locales, la película evade la cursilería habitual de ciertos productos para niños e incurre en la apología de ciertas bromas pesadas. Sin duda, los realizadores se divirtieron haciendo la película y eso se nota».
Por otro lado, las críticas negativas se enfocaron en aspectos como el desarrollo y la narración de la historia, así como en la calidad de la animación. En 2008, El Maléfico Doctor G., autor del blog sobre animación mexicana Y, sin embargo, se mueven, escribió una reseña negativa enfocada en estos aspectos, resaltando que «el gran fracaso de Magos y Gigantes es la forma en que narran la historia, los personajes son deslucidos, grises y carentes de chispa y por si fuera poco termina como inicia, sin aportar algo o dejar algo en el espectador. Los personajes principales nunca consiguen alcanzar su meta». Doctor G. llega a la conclusión de que «cuando una película no puede competir en calidad con otros estudios por sus limitaciones, la historia debe compensar esas carencias, y Magos y Gigantes hace todo lo contrario. Si bien hay que apoyar al cine mexicano, hay que ser objetivos en la crítica de las producciones que se hacen en el país y más en el terreno de la animación. Lo único bueno que encuentro en Magos y Gigantes es el hecho de marcar el regreso de la animación mexicana después de muchos años de ausencia, lo malo, la forma en que regresa, Zacatepóngolas!».
Justo Elorduy, de El Norte, considera en su reseña, que el filme es un «esfuerzo muy interesante» por parte del estudio al haber tenido la intención de sumarse con este de manera arriesgada al reducido grupo de estudios de animación que tenían acaparado el mercado del cine infantil en aquel entonces, sin embargo, para él hay tres elementos principales que «perjudican demasiado» a la cinta, entre ellos, que vaya dirigida principalmente a niños en edad preescolar, pues según él «la gente que maneja Pixar, Disney y DreamWorks atinadamente nos ha demostrado una y otra vez que el mejor cine para toda la familia es el que divierte a chicos y grandes». Por otro lado, argumenta que otro de los principales problemas del filme es que, a pesar de que la trama presenta elementos interesantes «se mueve por la delicada frontera entre lo interesante y lo ingenuo y el motor que impulsa la historia no pasa por encima de lo monótono».
En cuanto al aspecto de la animación, el autor de Cuentos y recuentos animados: Panorama de la animación mexicana: 2000-2012, Luis Gabriel Vázquez Hernández consideró que en el proyecto hubo una notable «inexperiencia de la coordinación en proyectos de esta envergadura; poco conocimiento entre sí del equipo de producción; poca familiaridad de varios de los nuevos artistas con el software; y falta de dominio de principios de animación clásica de muchos de sus animadores». En su opinión, «todos estos inevitables factores dieron como resultado un primer experimento con una animación acartonada, de fondos aplanados, y personajes de movimientos rígidos y mecánicos, muy a la manera de las animaciones web tan populares en esos años». A su vez, la sección Cinerama de El Universal incluyó a la cinta entre sus nominadas al premio «Mulita de Oro» por «peores efectos especiales» del año, esto en referencia a su calidad de animación.

### Premios y nominaciones
| Año  | País      | Premiación / Festival                                              | Premio(s)          | Categoría(s)            | Nominado/a(s)                      | Resultado | Ref(s)         |
| ---- | --------- | ------------------------------------------------------------------ | ------------------ | ----------------------- | ---------------------------------- | --------- | -------------- |
| 2004 | Argentina | 3.er Festival Internacional de Cine para la Infancia y la Juventud | Barrilete de Plata | Mejor Film de Animación | Andrés Couturier y Eduardo Sprowls | Ganadora  | [ 14 ] [ 166 ] |
| 2004 | México    | Festival de Cine Infantil de la Cineteca Nacional                  | Premio del Público | Mejor Film de Animación | Andrés Couturier y Eduardo Sprowls | Ganadora  | [ 71 ]         |

Para la 47.a edición de los Premios Ariel pactados para celebrarse el 29 de marzo de 2005, Magos y Gigantes fue inscrita para concursar en la categoría de Mejor Largometraje de Animación, sin embargo, la cinta fue ignorada por el comité de selección y la Academia Mexicana de Artes y Ciencias Cinematográficas (AMACC) declaró «desierta» dicha categoría, dándole mayor prioridad a la sección de cortometrajes animados. La película además fue inscrita para participar en los Premios Goya de España como Mejor película de animación.

## Serie de televisión
Una serie animada de televisión, basada en los personajes de Magos y Gigantes, se lanzó en 2012 con el título de Teenage Fairytale Dropouts. La serie, situada en el reino de Fairytale Estates, sigue las andanzas de un trío de mejores amigos: un gigante chico llamado Jeremiah, un hada sin alas llamada Fury y el aprendiz de magia Trafalgar, quienes tratan de sobrellevar su vida como adolescentes de preparatoria y como familiares de tres famosos personajes de cuentos de hadas: el gigante Jack, el Hada de los Dientes y el mago Merlín, respectivamente. Al reconocer sus raíces familiares, los tres están decididos a ser ellos mismos, aunque sea en oposición a las expectativas de sus célebres tutores.
El 28 de septiembre de 2011, se anunció que la serie había recibido luz verde para un total de 52 episodios de once minutos, y se planteó como una coproducción entre Ánima Estudios y un grupo de productoras internacionales conformado por SLR Productions, Home Plate Entertainment, Telegael Teoranta y Agogo Media. La serie fue creada por Adolfo Martínez Vara y José C. García de Letona —quienes habían desarrollado el argumento e historia original de Magos y Gigantes junto con el guionista de la película, Francisco Hirata—, y fue desarrollada por los productores de animación anglosajones Bill Schultz y Rita Street en conjunto con el director de la cinta original, Andrés Couturier.
La serie fue emitida por primera vez el 31 de diciembre de 2012 en el canal Seven Network de Australia, y dos años más tarde, se estrenó en Estados Unidos a través de Hub Network el 31 de mayo de 2014.
El 16 de octubre de 2017, se anunció que Bejuba! Entertainment adquirió los derechos de distribución internacional de la serie, y como parte del acuerdo fue renombrada como Awesome Magical Tales. Asimismo, debido a los altos índices de audiencia durante su emisión doméstica en Australia, se dio a conocer que la serie fue renovada por ABC Me para una segunda temporada. Sin embargo, por motivos desconocidos esta no se concretó, y a la fecha se encuentra en infierno del desarrollo.
Teenage Fairytale Dropouts es considerada la primera producción para televisión de origen latinoamericano en ser emitida por una importante cadena de cable de Estados Unidos, y a su vez, marcó el ingreso de Ánima Estudios en un mercado de animación masivo de dicho país.

## Videografía
- Ferráez, Raúl (conductor); De Fuentes Sáinz, Fernando (entrevistado); García de Letona, José Carlos (entrevistado) (18 de marzo de 2009). «Fernando de Fuentes - 01-Marzo-09(1)». YouTube (Líderes Mexicanos) (Ferráez Comunicación; Proyecto 40). Consultado el 13 de septiembre de 2023.
- Couturier Manterola, Andrés (conferencista) (10 de octubre de 2018). «Animación Región Cuatro - Andrés Couturier». YouTube (Facultad de Comunicación y Diseño de Universidad ORT Uruguay). Consultado el 4 de septiembre de 2023.
- Mendoza, Luigi (entrevistador); Couturier Manterola, Andrés (entrevistado) (18 de julio de 2020). «Animación de a peso (Temporada 1) Cap #5: Andrés Couturier». YouTube (Luindimas). Consultado el 4 de septiembre de 2023.

- De Fuentes Sáinz, Fernando (entrevistado); García de Letona, José Carlos (entrevistado) (27 de mayo de 2020). «Ánima Estudio/ Clase Magistral». YouTube (Escuela Superior de Cine). Consultado el 21 de noviembre de 2023.
- Contreras, Gabriel (conductor); De Fuentes Sáinz, Fernando (entrevistado) (28 de noviembre de 2012). «Diálogos Radio entrevista a Fernando de Fuentes». YouTube (Diálogos Radio) (Comisión Estatal Electoral de Nuevo León). Consultado el 20 de noviembre de 2023.